# Rhudara
Rhudara is een geslacht van vlinders van de familie tandvlinders (Notodontidae).

## Soorten
- R. astrida Schaus, 1937
- R. coralia Thiaucourt, 1996
- R. cornuta Thiaucourt, 1996
- R. diffusuma Felder, 1874
- R. dimidiata Herrich-Schäffer, 1856
- R. ecuadoriana Thiaucourt, 1996
- R. endymion Schaus, 1892
- R. flava Thiaucourt, 1996
- R. procas Druce, 1894
- R. trepida Draudt, 1932